# 不破光治
不破 光治（生年不詳－卒年不詳），日本戰國時代至安土桃山時代的武將，通稱太郎左衛門尉、官稱河內守，仕於齋藤氏與織田信長，後為府中三人眾之一。

## 出身
其出身說法不一。一說為不破隼人藤原直家的後裔，另一說為清和源氏重臣源為義之後——松井藏人直家的子孫直重，自稱不破隼人佐始。另有一說指為出身山城國南宮神社社家，名為松井直家者移居美濃國不破郡府中村後改稱不破氏。

## 生平

### 仕齋藤氏時期
為美濃國西保城城主，長期效忠齋藤氏，與稻葉良通、安藤守就、氏家直元並稱「西美濃四人眾」。不同於其他三人，光治直至齋藤氏滅亡仍未轉仕，後方歸於織田信長旗下。

### 仕織田信長時期
根據《淺井三代記》，光治曾與安養寺經世洽談織田市與淺井長政之婚姻，並於市入嫁時與內藤勝介一同護送（但該書為元祿年間所編軍記物，非當代史料）。
永祿11年（1568年）7月，隨和田惟政等人赴越前國迎接足利義昭（見《信長公記》）。之後參與多場戰役，包括：大河內城之戰（1569年）、小谷城之戰、志賀之陣、長島一向一揆、交野城救援、槙島城之戰、一乘谷城之戰等。
天正2年（1574年），獲報前波吉繼遇害後，與羽柴秀吉、丹羽長秀等出征敦賀。同年6月，再度參與長島一向一揆。

### 府中三人眾時期
天正3年（1575年）8月，參與平定越前一向一揆。該役後與佐佐成政、前田利家共治府中兩郡，並為對柴田勝家的目付。三人合稱「府中三人眾」。
以龍門寺城為居城，作為勝家之與力，出征加賀國、紀州征伐、有岡城之戰、越中國戰事，皆有其名列記載於《信長公記》。
天正9年（1581年）2月，參與京都御馬揃儀式；同年為應對上杉景勝入侵，隨勝家出陣。

### 晚年與死後
據傳死於越前國，法名為雲樹道無大居士。死期有多種說法：
- 《戰國人名事典》：天正8年（1580年）12月14日
- 《美濃國諸家系譜》：天正9年（1581年）11月8日
- 《織田信長總合事典》：天正9年（1581年）後
- 《織田信長家臣人名事典》：天正11年（1583年）期間

嗣子為長子直光（勝光）。

## 登場作品
電視劇
- 《信長 KING OF ZIPANGU》（1992年，NHK大河劇，飾演者：石山律雄）
- 《利家與松》（2002年，NHK大河劇，飾演者：五木宏）

## 外部連結
- 武家家傳＿不破氏 （页面存档备份，存于）